# Heavenly Valley

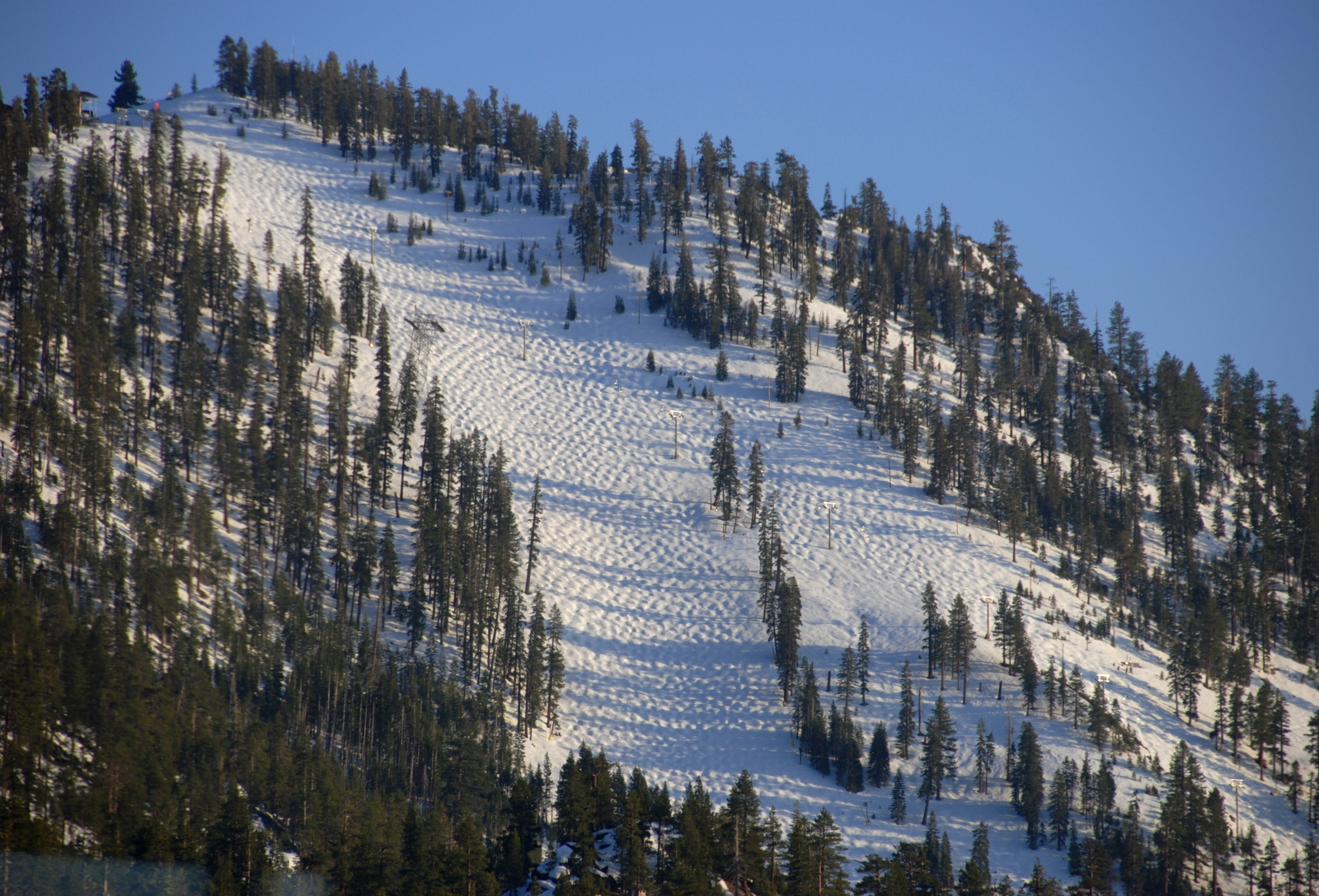
La pista Gunbarrel innevata

Heavenly Valley, o Heavenly Mountain Resort, è un comprensorio sciistico statunitense che si estende nella Sierra Nevada tra la California e il Nevada, costeggiando a sud il Lago Tahoe. Attrezzato con 97 piste e 30 impianti di risalita, si estende per 19 km². Centro amministrativo del comprensorio è la città di South Lake Tahoe, in California. Ha uno sviluppo verticale di 1.162 m, fino a toccare i 3.068 m; mediamente, a Heavenly Valley cadono in media 9,14 metri di neve all'anno. In passato la stazione sciistica ha ospitato anche gare della coppa del mondo di sci alpino.